# Tanaklek Island
Tanaklek Island ist eine kleine unbewohnte Insel der Andreanof Islands, die zu den Aleuten 
gehören. Die etwa 2,7 km lange und 127 m hohe Insel liegt zwischen Great Sitkin Island und Umak Island.